# Coespeletia
Coespeletia é um género botânico pertencente à família Asteraceae.